# Кучеренко Владислав Ігорович
Владисла́в І́горович Кучере́нко (7 березня 1993 — 27 вересня 2014) — старший солдат 101-ї окремої бригади охорони Генерального штабу Збройних сил України, учасник російсько-української війни.

## Життєвий шлях
Народився 1993 року в селі Новаки (Лубенський район, Полтавська область). Закінчив Новаківську ЗОШ, навчався у Переяслав-Хмельницькому педагогічному університеті. 14 травня 2013-го призваний на строкову військову службу до лав ЗСУ.
У часі війни — водій, 101-ша окрема бригада охорони ГШ, водій взводу БТР 6-ї роти охорони. 25 вересня 2014 року під час виконання бойового завдання, БТР-80, в якому перебував Кучеренко, наїхав на протитанкову міну, стався вибух. Владислав був тяжко поранений та направлений до Артемівської міської лікарні, 26 вересня доставлений до Харківського військово-клінічного шпиталю.
28 вересня 2014-го помер у Харківському військовому шпиталі від тяжкого поранення, якого зазнав під час бою під Артемівськом.
Похований в селі Новаки. Без сина лишились батьки Світлана Володимирівна та Ігор Миколайович.

## Нагороди та вшанування
За особисту мужність і героїзм, виявлені у захисті державного суверенітету та територіальної цілісності України, вірність військовій присязі під час російсько-української війни, відзначений — нагороджений
- орденом «За мужність» III ступеня (посмертно)
- недержавною нагородою «За вірність присязі»
- у грудні 2014-го в Новаківській ЗОШ відкрито пам'ятну дошку Владиславові Кучеренку
- у Новаках проводиться Кубок з міні-футболу пам'яті Владислава Кучеренка
- Його портрет розміщений на меморіалі «Стіна пам'яті полеглих за Україну» в Києві: секція 4, ряд 9, місце 16
- Вшановується 28 вересня на щоденному ранковому церемоніалі вшанування українських захисників, які загинули цього дня в різні роки внаслідок російської збройної агресії[1]